# Cleistanthus papuanus
Cleistanthus papuanus là một loài thực vật có hoa trong họ Diệp hạ châu. Loài này được (Lauterb.) Jabl. mô tả khoa học đầu tiên năm 1915.